# Венгерско-хорватская уния
Венгерско-хорватская уния — период истории Хорватии, когда она была объединена с независимым Венгерским королевством на правах личной унии. Начался коронацией в 1102 году в Биограде венгерского короля Кальмана Книжника и закончился в 1526 году со смертью короля Людовика II и выбором хорватским парламентом в качестве нового короля Фердинанда I. В XII—XV веках этот союз носил название Archiregnum Hungaricum (Великое Венгерское королевство).

## Предыстория

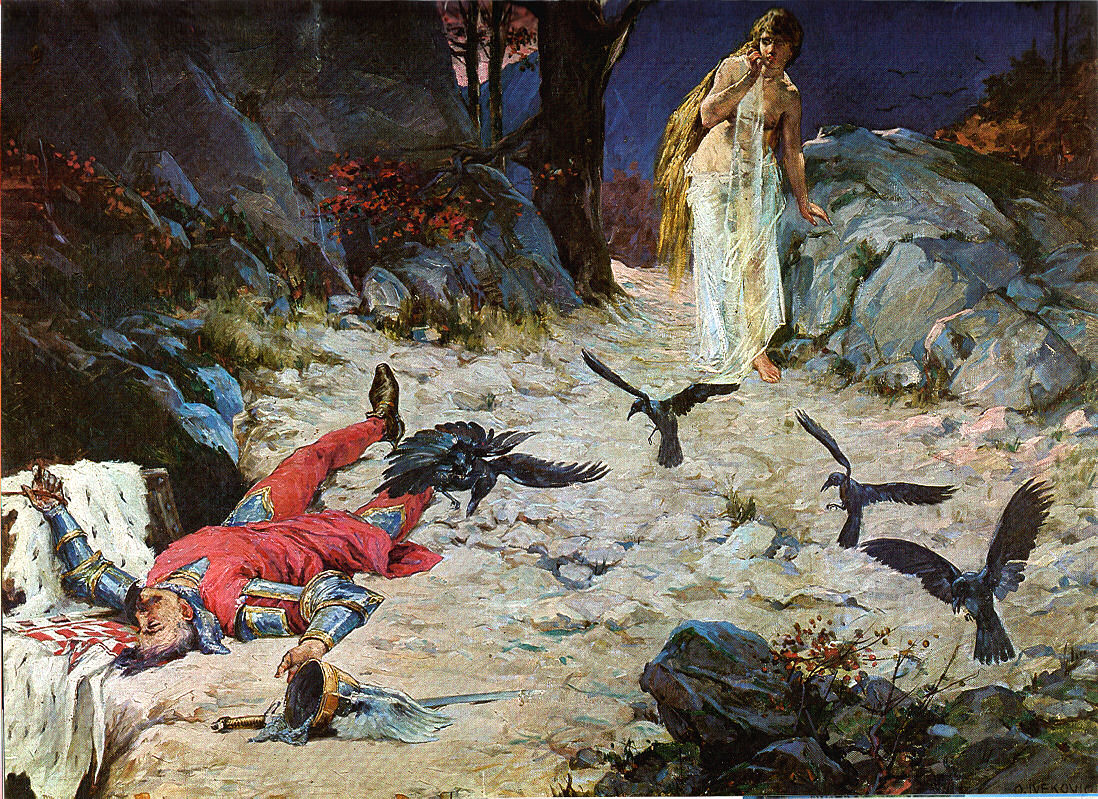
О. Ивекович. Смерть короля Петара Свачича

После смерти в 1089 году короля Дмитара Звонимира королём был избран Степан II. Он был тяжело болен и вёл скорее монашеский, чем королевский образ жизни. После смерти Степана II в 1091 году династия Трпимировичей пресеклась. Вдова Дмитара Звонимира, Елена, прилагала усилия, чтобы на хорватский трон взошёл её брат, король Венгрии Ласло I Святой. В 1091 году Ласло I захватил значительную часть посавской Хорватии и поставил королём Хорватии своего племянника Альмоша.
Хорватская знать избрала на съезде королём Петара Свачича (его резиденция располагалась в городе Книн), который добился временного успеха, изгнав венгров из большей части страны. В 1097 году новый король Венгрии Кальман Книжник одержал над хорватами решающую победу в битве на горе Гвозд (рядом с современной Петриньей), что привело к ликвидации независимости страны.

## Договор Pacta Conventa (1102)

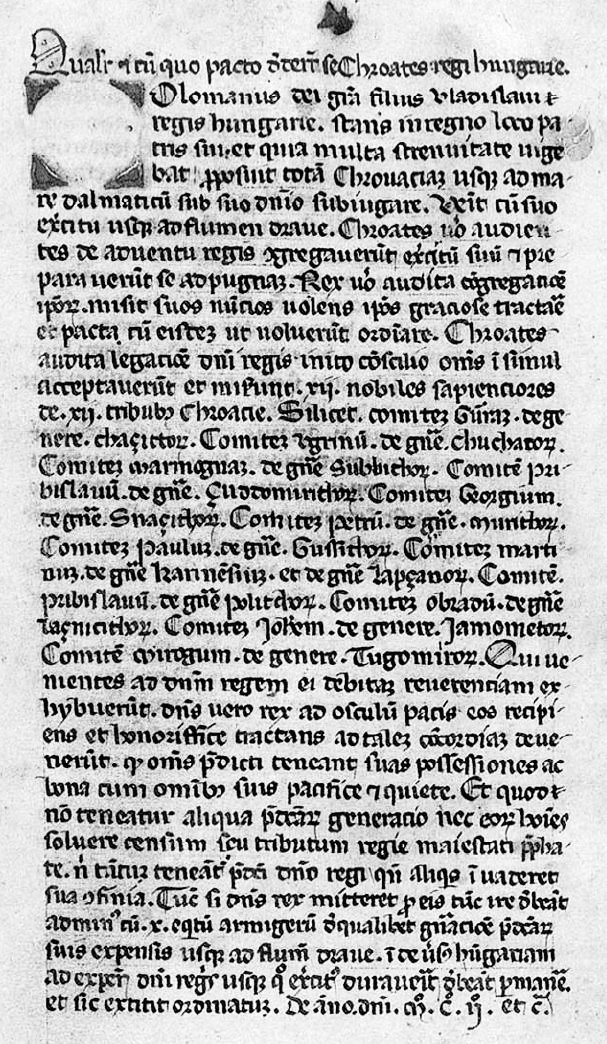
Pacta Conventa. Манускрипт XIV века в музее Будапешта

В 1102 году по договору, обычно называемому Pacta Conventa, хорватское дворянство признало династическую унию с Венгрией. Договор подразумевал, что Хорватия и Венгрия управляются одним правителем, как два раздельных королевства. Король обязался не заселять хорватские земли венграми, гарантировать самоуправление под началом назначенного королём бана (правителя) и уважать привилегии хорватской знати. Кальман Книжник в том же 1102 году короновался в Биограде, ставшем к тому времени хорватской столицей, как король Венгрии и Хорватии.
Пункты договора Pacta Conventa:
- Хорватские дворяне не платят налоги.
- Хорваты несут военную службу только в пределах хорватских границ; в случае если они направляются на службу в Венгрию, им выплачивается дополнительное жалование.
- Король Венгрии обязуется защищать Хорватию от внешних угроз.
- Короля Венгрии представляет в Хорватии Бан.
- Хорватия имеет собственный парламент (сабор).

### Трогирское соглашение (1105)
Заключением договора Pacta Conventa хорватская знать признала Кальмана Книжника королём, но богатые далматинские города (Сплит, Трогир, Задар и другие) отказались сделать это. Из-за этого король вновь пришёл в Далмацию с войском и в 1105 году заключил Трогирское соглашение с далматинскими городами:
Пункты Трогирского соглашения
- Венгры не заселяются на хорватские земли к югу от реки Сава.
- Города имеют право самостоятельно выбирать епископов, но король должен утвердить этот выбор.
- Города не платят налогов, за исключением таможенной пошлины.
- Венгерская армия отзывается в Венгрию. Остаётся лишь королевский чиновник с небольшим количеством солдат, контролирующий сбор налогов. По Трогирскому соглашению 2/3 всех налогов на импортируемые или экспортируемые из Далмации товары переходили в королевскую казну.

После заключения двух соглашений в Хорватии и Далмации установилась новая политическая ситуация. С 1108 года Кальман Книжник официально именовался «король Венгрии, Хорватии и Далмации». Поскольку Славония находилась под венгерским контролем с 1091 года, на неё не распространялось действие Pacta Conventa и Трогирского соглашения. В частности запрет на проживание венгров в Хорватии и Далмации не распространялся на Славонию.

### Спор об историчности договора
Существуют различные мнения историков на историческую достоверность известного нам текста договора Pacta Conventa. Самая старая копия документа датируется XIV веком, но многие историки полагают, что эта копия в лучшем случае результат смешения текста договора 1102 года и отражения политической ситуации XIV века. Большинство историков в Хорватии считает, что копия XIV века в общих чертах отражает смысл соглашения 1102 года.
Существует документ от 1142 года, который подтверждает факт подписания договора. В нём король Геза II говорит о старом соглашении, которое он будет соблюдать, но пунктов договора не раскрывает

## География и административная организация
Хорватское королевство было ограничено на Западе Далматинским побережьем (от мыса Кварнерского залива на севере до устья Неретвы на юге), на востоке-руслами рек Врбас и Неретва, на юге-нижней Неретвой, а на севере-горой гвоздь и рекой Купа. Территория между Далмацией и Неретвой, западный Хум, не всегда находилась во владении Хорватии. Термин "Далмация" относится к нескольким прибрежным городам и островам, иногда используется как синоним Хорватии, и должен был распространяться дальше вглубь страны только с расширением Венеции в 15 веке. Во второй половине XV-начале XVI века границы Хорватии распространились на север и включили в себя территорию загребского уезда и его окрестностей, которые уже находились под тем же управлением.
Хорватией правил заместитель короля, губернатор по имени бан. После наследования Имре в 1196 году его младший брат Андраш II стал герцогом Хорватии и Далмации в 1198 году. Таким образом, с 1198 года Хорватия и Славония находились под властью герцогов Хорватии, которые управляли своим герцогством, все еще известным как королевство Хорватия, как полунезависимые правители. При герцоге также стоял бан, который обычно был крупным дворянином, иногда хорватского происхождения, а иногда венгерского. Единый бан правил всеми хорватскими провинциями до 1225 года, когда территория под властью бана была разделена между двумя банами: баном Хорватии и Далмации и баном Славонии. Эти должности периодически занимал один и тот же человек после 1345 года, а к 1476 году они были официально объединены в одну. Территория Хорватии была разделена на уезды (по-хорватски: жупания), каждый из которых подчинялся графу (жупан). Хорватские графы были местными дворянами, правившими по наследству, как и до 1102 года, согласно обычному праву Хорватии. В церковных делах Хорватия к югу от горы гвоздь находилась под юрисдикцией архиепископа Сплита, а Славония-под властью архиепископа Калочи.

## Политическая эволюция унии

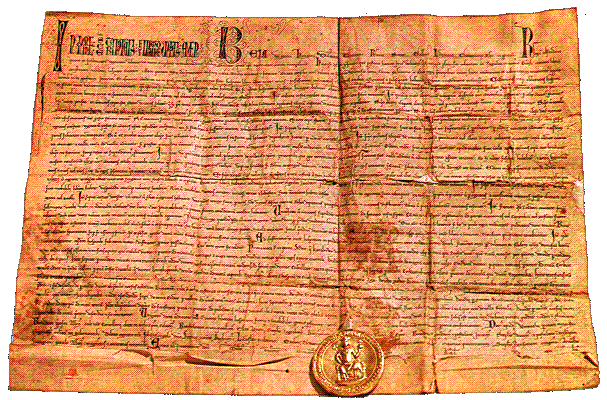
Золотая булла Белы IV, по которой Загреб получил статус свободного королевского города

В первые 150 лет существования союза проводились отдельные коронации венгерской короной в Венгрии и хорватской короной в Хорватии. Впоследствии стала проводиться лишь коронация в Венгрии, после которой король посылал инаугурационное письмо в хорватский парламент, который утверждал (при наличии права не утвердить) короля на хорватском престоле. Последняя отдельная коронация хорватской короной была проведена в 1301 году при вступлении на трон Карла Роберта, но так как венгерские дворяне объявили эту коронацию незаконной, в 1308 году она была проведена повторно.
Когда в 1490 году Уласло II послал инаугурационное письмо, в котором Хорватия была названа не королевством, а венгерской провинцией (в письме были слова: «Венгерское королевство и территории, которыми оно управляет»), парламент отказал королю в подтверждении. Этот политический кризис закончился в 1492 году, когда Уласло II послал новое инаугурационное письмо, в котором было упоминание о королевском статусе (в письме были слова: «Венгерское королевство вместе с объединённым королевством Далмации, Хорватии и Славонии, Трансильванией и территориями, которыми оно управляет»).
Происходили изменения и в других титулах. В первые 200 лет союза венгерский наследник короны иногда получал вновь созданный титул герцога Хорватии (Имре, Андраш II), но этот обычай закончился в 1300 году на Андраше III со смертью его матери, которая в период гражданской войны имела титул герцога Славонии.

## Борьба за Далмацию
В XII—XIV веках шла непрерывная борьба с переменным успехом за контроль над Далмацией и её богатыми приморскими торговыми городами между Венгерским королевством и Венецианской республикой. В середине XII века Венеция захватила большую часть далматинских островов, включая Брач, Хвар, Вис, Крк и Раб. Король Андраш II вернул контроль над ними, но лишь на короткое время.
Король Людовик I Великий после войны с Венецией вернул власть над Далмацией по Задарскому миру (1358 год), но после его смерти венецианцы вновь захватили ключевые опорные пункты на побережье и островах. Установление венгерского контроля над Далмацией по Задарскому миру также привело к образованию Дубровницкой республики, которая являлась номинальным вассалом «Archiregnum Hungaricum», но полнота власти в Дубровнике принадлежала местному нобилитету. Борьба за Далмацию завершилась в 1409 году, когда претендент на венгерскую корону Владислав продал Далмацию Венеции. Дубровницкая республика при этом сохранила независимость.

### Монгольское нашествие
Во время правления Белы IV монголы, завоевав Киев и Южную Русь, вторглись в Венгрию в 1241 году. В битве при Мохи на реке Сайо 11 апреля 1241 года монголы уничтожили венгерскую армию. Коломан, брат короля Белы, был тяжело ранен и был доставлен на юг в Хорватию, где он умер от полученных ран. Батый послал своего двоюродного брата Кадана с армией в 10-20 тысяч человек преследовать короля Белу, который бежал в Хорватию.
В 1242 году монголы переправились через реку Драву и начали грабить славян в Пожеге и Крижевцах. Они разграбили города Чазму и Загреб, чей собор был сожжен. Знать вместе с королем Белой двинулась на юг, к крепости Клис, Сплит, Трогир и прилегающим островам. В марте 1242 года монголы были около Сплита и начали атаковать Клис, так как они думали, что Бела, находившийся в то время в Трогире, скрывался там, но не смог захватить его крепость.
Вскоре пришло известие о смерти Угэдэя в Каракоруме. Чтобы принять участие в выборах нового хана, монголы повернули назад. Одна группа возвращалась на восток через Зету, Сербию и Болгарию, все они были разграблены, когда они проходили через них, в то время как вторая группа разграбила район Дубровника и сожгла город Котор.
После того, как монголы покинули Хорватию, ее земли были опустошены, и начался огромный голод. Нашествие монголов показало, что только укрепленные города могут обеспечить защиту от них. Поскольку монголы все еще удерживали большую часть Восточной Европы, начались работы по строительству оборонительных систем, созданию новых укреплений и укреплению или ремонту существующих. Укрепленный город Медведград был построен на горе Медведница над Загребом, а также Гарич, Липовац, Окич, Кальник и др. 16 ноября 1242 года король издал Золотую буллу для жителей Градеца (ныне часть Загреба), которой он был провозглашен свободным королевским городом. Дворянам разрешалось строить замки на своих землях и увеличивать численность своих армий, что делало их еще более независимыми.

## Гражданская война
Хорватия согласно договорам от 1102 и 1105 годов имела возможность избирать собственного короля, в случае прерывания королевской династии. Несколько раз это происходило и всякий раз приводило к войне.

### Андраш III
После смерти Ласло IV Куна в 1290 году Венгрия избрала новым королём Андраша III. Со своей стороны Хорватия отказалась признавать его, так как Стефан Постум (отец Андраша III) в 1235 году был объявлен внебрачным ребёнком, а не сыном Андраша II. Новым королём был избран Карл Мартелл. Во время гражданской войны Карл Мартелл был коронован как король Хорватии. Стараясь завоевать в этом конфликте поддержку Сербии, он объявил сербского наследного принца Стефана Владислава II баном Славонии, которая находилась под контролем Андраша III. Это решение имеет важное значение, потому что в XIX веке в Сербии был создан миф, что в этот период Славония управлялась Сербией. После смерти Карла Мартелла в 1295 году Андраш III взял верх над хорватской знатью, которая в 1300 году призвала сына Карла Мартелла Карла Роберта взять под свой контроль королевство. Вскоре он высадился в Хорватии, где был коронован, как король Венгрии и Хорватии. После смерти бездетного Андраша III война закончилась и Карл Роберт в 1308 году был признан венгерским королём.

### Сигизмунд
После смерти в 1382 году Людовика Великого новой королевой Венгрии и Хорватии стала его дочь Мария, которая была обещана в жёны Сигизмунду Люксембургскому. Хорватская знать и часть венгерского дворянства были настроены против Сигизмунда и призвали короля Неаполя Карла III взойти на венгерский престол. Спустя несколько месяцев после коронации Карл III был убит по приказу матери Марии Елизаветы Боснийской. После убийства в Хорватии произошло восстание, королём провозгласили Владислава, несовершеннолетнего сына Карла III.
Стараясь успокоить ситуацию, Мария и Елизавета Боснийская с вооружённой охраной приехали в Хорватию, однако были захвачены хорватским дворянством и брошены в тюрьму. Елизавета была убита в тюрьме в 1387 году, Мария вышла на свободу при содействии Венеции, после чего последовали 40 лет военных действий между Хорватией и Сигизмундом.
Первый период войны закончился в 1395 году поражением хорватов, после чего Сигизмунд счёл себя достаточно сильным, чтобы начать крестовый поход против турок, который закончился разгромом армии Сигизмунда в Никопольском сражении. Когда новость о битве достигла Хорватии, там без ожидания более подробных сведений объявили Сигизмунда мёртвым, а Владислава законным королём. После того, как стало ясно, что Сигизмунд жив, хорватский парламент и король обменялись примирительными посланиями и достигли договорённости о встрече для решения всех проблем.
Во время встречи, получившей впоследствии имя «Кровавый сабор в Крижевцах», 27 февраля 1397 года сторонники Сигизмунда убили бана Степана Ласковича и членов хорватского парламента, после чего вместе с королём бежали на венгерскую территорию. Это событие привело к ещё 12 годам войны. 5 августа 1403 года Владислав был коронован в Загребе, как король Хорватии и Венгрии венгерским архиепископом хорватского происхождения. Эта война, сильно подорвавшая власть хорватской знати и парламента, закончилась в 1409 году, когда Владислав продал Далмацию за 100 000 дукатов Венецианской республике.

## Конец первой унии

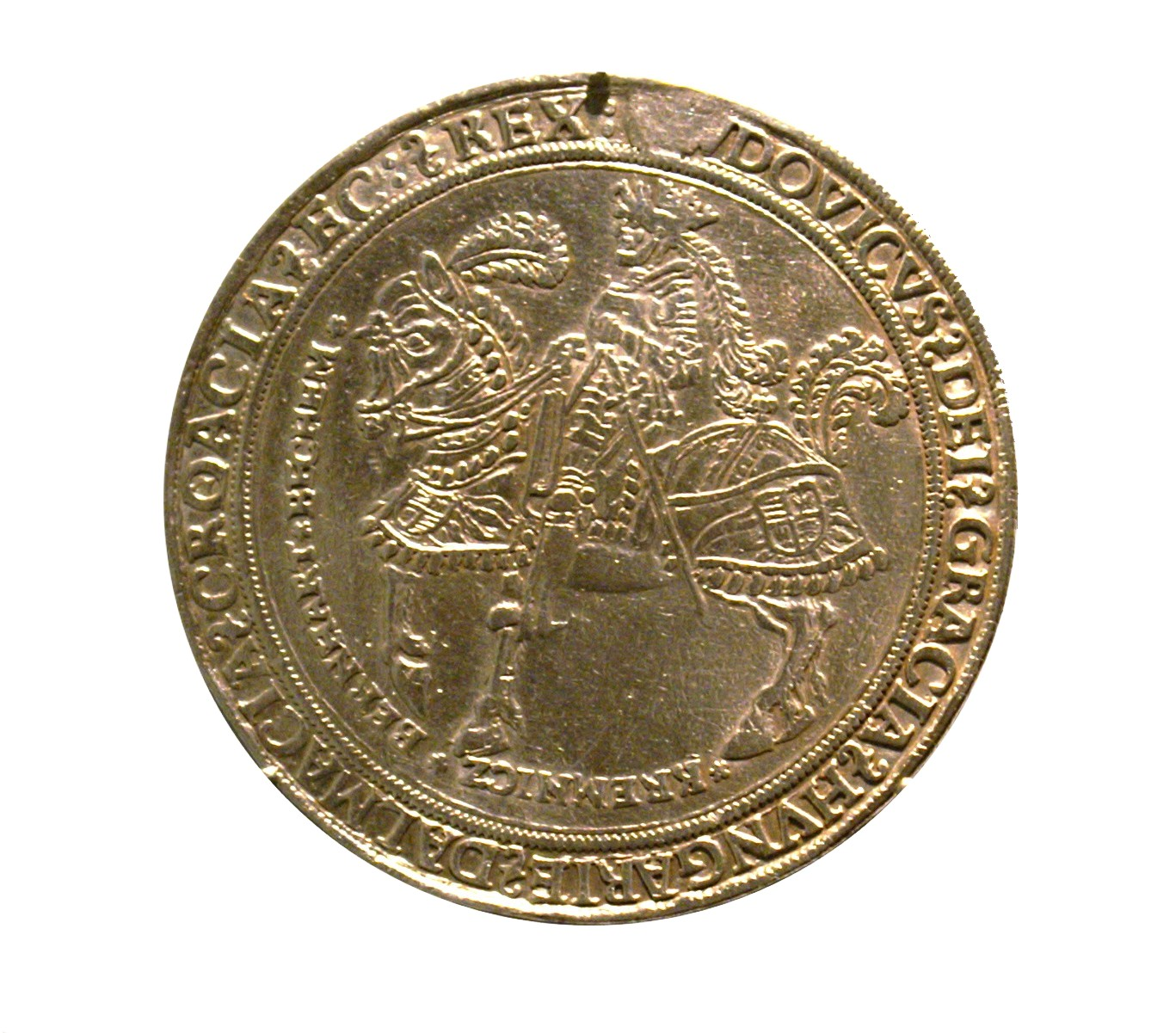
Людовик II. Надпись на монете: Людовик II, король Венгрии, Далмации и Хорватии

После завоевания Византийской империи в 1453 году османы быстро распространились на запад и также угрожали Хорватии. После падения Боснии в 1463 году король Матьяш Корвин усилил систему обороны, учредив банат Яйце и банат Сребреник. Хотя османам было трудно прорвать линию обороны, они регулярно совершали грабительские набеги на Хорватию и Южную Венгрию. Во время одного из таких набегов в 1463 году хорватский бан Павао Шпиранчич был захвачен в плен в Сени. Османская империя быстро распространилась на южные области, где в 1482 году они завоевали большую часть Герцеговины и хорватские крепости в долине Неретвы.
Первая крупная хорватская победа над османами была одержана графом Петаром Зринским в 1478 году близ глины. В 1483 году армия под предводительством хорватского бана Матиаса Гереба и Франкопанцев разгромила около 7000 османских кавалеристов (известных как Акынчи) в битве при переправе через реку Уна близ современного Нови града. В том же году был подписан мирный договор, который избавил Хорватию от крупных османских набегов. Локальные конфликты на границе действительно продолжались, но с меньшей интенсивностью.
Перемирие закончилось со смертью Матьяша Корвина в 1490 году. 10 000 османских легких кавалеристов переправились через реку Уна в 1491 году и вошли в Карниолу. На обратном пути они потерпели поражение в битве при Врпиле. 2 года спустя началась война между новым баном Хорватии Эмериком Деренчином и семьей Франкопан. Франкопанцы сначала были более успешны и начали осаду города Сень, но осада была снята после того, как против них была послана армия во главе с баном Деренчином. Однако прибывшая османская армия под предводительством Хадима Якуб-паши (бея санджака Боснии), возвращавшаяся из набега в Карниолу через Хорватию, вынудила их заключить мир. Хорватская знать собрала около 10 000 человек и решила сразиться с ними в открытом бою, хотя некоторые настаивали, что засада была бы лучшим вариантом. 9 сентября 1493 года хорватская армия перехватила османские войска близ Удбины в лике и потерпела сокрушительное поражение в битве при Крбаве. Хотя поражение было тяжелым, Османская империя не имела в результате этого никаких территориальных завоеваний. Хорватское население из пострадавших от войны районов постепенно начало переселяться в более безопасные районы страны, в то время как некоторые беженцы бежали за пределы Хорватии в Бургенланд, Южную Венгрию и на итальянское побережье.
16 августа 1513 года бан Петар Бериславич разбил османскую армию численностью 7000 человек в битве при Дубице на реке Уна. В феврале 1514 года османы осадили Книн с 10 000 человек, сожгли окраины города, но не смогли захватить его и потеряли 500 солдат. Петар Бериславич провел 7 лет в постоянных боях с османами, сталкиваясь с постоянной нехваткой денег и недостаточным количеством войск, пока он не был убит в засаде во время битвы при Плешевице 20 мая 1520 года. После двух неудачных попыток в 1513 и 1514 годах османские войска под предводительством Гази Хусрев-бега окончательно осадили Книн и захватили его 29 мая 1522 года. Они также несколько раз осаждали Клис, но капитан Сень и князь Клиса Петар Кружич защищали Клисскую крепость почти 25 лет.
23 апреля 1526 года Сулейман Великолепный покинул Стамбул с 80 000 регулярных войск и толпой иррегулярных вспомогательных войск, начав свое вторжение в Венгрию. Он достиг Савы 2 июля, взял Петроварадин 27 июля после двухнедельной осады и Илок 8 августа. К 23 августа его войска переправились через Драву у Осиека, не встретив сопротивления. В тот же день король Людовик II прибыл в Мохач с примерно 25 000 человек. 5-тысячная армия графа Кристофера Франкопана не прибыла на поле боя вовремя. Венгерская армия ждала османов на равнине к югу от Мохача 29 августа и была разбита менее чем за два часа. Битва при Мохаче в 1526 году была решающим событием, в котором правление династии Ягеллонов было разрушено смертью короля Людовика II. поражение подчеркнуло полную неспособность христианских феодальных военных остановить османов, которые будут оставаться главной угрозой на протяжении веков.
Первая уния между Венгрией и Хорватией распалась после разгрома венгерской армии турками в битве при Мохаче и гибели короля Людовика II. Настроения в Хорватии в последние 100 лет существования унии хорошо описаны в словах Крсто Франкопана, сказанных им после прихода новостей о поражении в битве и о спасении бегством короля (что оказалось ложным):
«Раз король бежал, Всемогущий Бог ясно допустил это поражение короля и венгров, не для несчастий и разорения этой страны, но наоборот, для её дальнейшего спасения. Ибо если бы венгры сейчас победили бы императора (то есть султана), кто смог бы положить конец их недостойной агрессии и кто мог бы продолжать своё существование под ними»
Вскоре после этого заявления в 1527 году Крсто Франкопан был избран хорватской знатью баном. После смерти Людовика II хорватский парламент начал переговоры с Фердинандом Габсбургом по поводу его вступления на хорватский трон. Эти переговоры завершились его избранием хорватским баном 1 января 1527 года.
В то же время венгерский парламент избрал новым королём Венгрии Яноша Запольяи. Эти выборы не были признаны по всей Венгрии, часть венгерского дворянства отказалась признать Запольяи и также избрала королём Фердинанда I. После 43 лет непрерывной борьбы за венгерскую корону в 1570 году Габсбурги были признаны венгерскими королями, и союз между Венгрией и Хорватией был вновь восстановлен, но уже под австрийским правлением. В XVIII и XIX столетии страны, объединённые с Венгрией личной унией носили название Земли короны Святого Иштвана.